# ユリコタイガー
ユリコタイガー/YURIKO TIGER（1993年7月5日 - ）は、イタリアの女性コスプレイヤー、タレント、モデル、声優、女優。本名はエレオノーラ・アウレリアーナ・グリエルミ（Eleonora Aureliana Guglielmi）。幼い頃から大好きな日本のアニメ、マンガを見て育つ。14歳で初めてコスプレを始め、以降18歳までコンテスト優勝16回など常に入賞を果たし、イタリアの有名人気コスプレイヤーとなる。イタリアではテレビ出演、新聞掲載、コミックのレビュー、コスプレコンテスト審査員、ビデオブログなどを行ってきた。2013年6月より日本に移り住み、2014年よりイベント、TV、CM、モデル等の活動をしている。
METEORA st. 所属。

## データ
- ヘア：ブラウン
- 目：ブラウン
- 言語：イタリア語、日本語
- 趣味：アニメ、コミックス、ゲーム
- 特技：ダンス、スノーボード、格闘技（空手[1]）
- 好きな色：ピンク
- 好きな食物：ナポリタン、明太子パスタ、カルボナーラうどん（2023年現在）[2]
- 好きなアーティスト：土屋アンナ、m-flo、木村カエラ、きゃりーぱみゅぱみゅ、篠原ともえ[3]

[転載：Dream networks]

## 人物・略歴
サヴォーナで生まれ、後にインペリアに引っ越す。幼い頃から日本のアニメ、マンガを見て育つ。生まれ変わったら日本人になりたいという程、日本が大好きなイタリア人である。5歳のとき日本のアニメ『犬夜叉』、『セーラームーン』を初めて見てアニメ、マンガのファンになる。更にJ-POPを聴くなど、ますます日本が好きになる。
14歳のとき友達に誘われて初めてイベントでコスプレをした。大好きなキャラクターになること、同じ趣味の友達が増えていくことが楽しく、コスプレにはまっていった。そして様々なコスプレコンテスト、コンベンションなどで優勝し続け、イタリアではテレビ、新聞、雑誌などで活躍し多くのファンをもつ有名人気コスプレイヤーとなった。また、15歳の頃から漫画家になりたいという夢をもっており、後にインペリアの美術専門学校、及びトスカーナ州のヨーロッパ漫画学院という専門学校でアートも学んだ。
3歳で初めて格闘ゲームをはじめたという程ゲーム好きでもある。当時、父親がゲームソフトショップを経営していたことも影響していたようだ。
2013年6月、言葉もわからない、知人もいない日本へ単身来日。7月より日本語学校で日本語の勉強を始める。同年の「コミックマーケット」（8月）、「東京ゲームショウ」（9月）でのコスプレが話題となる。2014年、3月より本格的にタレント活動をはじめる。4月にCBCテレビの『ノブナガ』で日本では初めてのテレビ収録を経験し、翌5月にテレビ番組『バイキング』（フジテレビ）『ノブナガ』（CBCテレビ）、『世界に売り込め！名古屋めしバスツアー』（CBCテレビ）と、同週に出演3番組が放送された。この頃、イタリアにいるときから憧れていたメイドカフェでのアルバイト体験をするも、1日だけの経験だった。
その後、日本、イタリア、フランスでのイベント等の出演をしながらテレビ番組『YOUは何しに日本へ?』（テレビ東京）、『ズームイン!!サタデー』（日本テレビ）、などの出演によりさらに認知された。以降、日本をメインにイタリアなど海外も含めイベント、テレビ、ラジオ、モデルなどで活動している。
沢山の人に支えられてる事に気付きファンとの時間を大切にしている。
2017年1月28日、CBCテレビ開局60周年記念ドラマ『金の殿～バック・トゥ・ザ・NAGOYA～』第3話ゲストで女優デビュー。
2022年3月1日、TWIN PLANETを退所し、METEORA st.に移籍したと発表。
2023年2月28日、自らを「永遠の20歳」と表現した。

## 受賞歴
- Sanremo Cold-Play 2008 - グループ優勝。
- Torino Comics 2009 - 優勝。
- Festival del Fumetto 2009 - グループ優勝。
- Acqui Games 2009 - 優勝。
- ハードロックCospride2009 - 最優秀女性コスチューム受賞。
- ジェノヴァコミック2009 - 特別賞、主演女優賞。
- サンレーモショートコスプレコンテスト2009 - 優勝。
- Mantova Comics -sabato- 2009 - グループ優勝。
- イタリアコンテストマッジョ2010 - 優勝、主演女優賞。
- メストレコミックスディック - 優勝。
- ラ・スペツィアのコミック＆ファンタジー2011 - 優勝、主演女優賞。
- Montegames 19 giugno 2011 - 優勝、主演女優賞。
- Ferragosto in cosplay (DANCE COVER COMPETITION) - 優勝。
- Poirino in Cosplay - OSCAR 1° - 優勝。
- Treviso in TV (CROSSPLAY CONTEST) - 最優秀男性衣装。
- 2011 Rimini Comix - special awards of Group 'Queen's Blade - Echidna' 2011 - 優勝。
- Treviso in TV (Sunday official contest) - グループ優勝。
- 2012 Montegames - 'Karaoke Contest' - 優勝。
- 2012 Cosplay On the Beach 'Best female costume - 優勝。
- 2011/2012 Superfumettopoli 'special award of best yaoi - 最優秀男性衣装。

[転載：Dream networks]

## 出演

### テレビ
- 所さんのニッポンの出番!（TBS）- 準レギュラー。
- YOUは何しに日本へ?（テレビ東京）- 特番リポーター・密着。
- 世界に売り込め!名古屋めしバスツアー（2014年5月14日、CBCテレビ）
- バイキング（2014年5月15日、フジテレビ）[8]
- ノブナガ（2014年5月18日、CBCテレビ）
- ズームイン!!サタデー（2014年8月9日、日本テレビ）
- 4×9（日本テレビ）
- 中澤佳子のうっぴぃステーション（2014年12月21日、信越放送）
- ニャン♥テレ（2015年3月28日、仙台放送）
- うっぴぃーグランプリ 第34回『愛知県の旅』（2015年4月、テレビ信州）
- サンデージャポン（2015年8月16日、TBS）
- Nスタ（2015年8月20日、TBS）
- 旅ずきんちゃん（2015年8月23日、CBCテレビ）
- 世界の村のどエライさん（2018年8月、フジテレビ）
- アメージパング!（2018年8月、TBS）
- その他の人に会ってみた（2019年、TBS）
- Japan in Motion（2019年4月 - 、テレビ新広島）レギュラー出演中
- 外国人がガチで投票! 世界アニソン総選挙（2024年4月21日、テレビ朝日）

ドラマ
- CBCテレビ開局60周年記念ドラマ 金の殿～バック・トゥ・ザ・NAGOYA～（2017年1月28日）- 第3話ゲスト、ローザ・ロッシ 役[7]。
- プリズンホテル（2017年10月7日 - 12月16日、BSジャパン） - ローザ 役
- マツコの知らない世界 （2022年7月5日、TBS）- アニソンの世界[9]

### webTV
- 電人☆ゲッチャ!（ニコニコ生放送）
- WEッス!（2014年6月16日、アメーバスタジオ）
- しょこ・ゆりブロードウェイ（2014年6月25日、アメーバスタジオ）- MC。ゲスト中川翔子。
- Hangame Live（ニコニコ生放送）
- 鉄拳7本格稼働直前スペシャル～ゲーセンに行こう!『鉄拳7』をPLAY しよう!!～（2015年3月12日、YouTube）[10]
- 鉄拳7本格稼働特別番組ニコ生配信（2015年3月29日、ニコニコ生放送）[11]
- ニコニコ生放送23.5時間テレビ（2015年7月18日）
- ニコラジ（2015年12月25日、ニコニコ生放送）- 神坂琉菜、ウサコと出演。
- YOSHIKI CHANNEL（2018年9月、ニコニコ生放送）

### ラジオ
- Dr.コパの黄金の扉（KBCラジオ）
- Blsr Jewelry Bible（ラジオ日本）
- 島田秀平の開運ラジオ（2014年11月、全国16局）
- 中澤佳子のうっぴぃステーション（2014年11月19日、SBCラジオ）- 公開収録。
- 後藤麻衣の心配ないさぁ〜!!（2014年11月28日、RFラジオ日本）
- 小松未可子・沢井美空・A応PのMissラジオ〜ミッドナイトカフェ〜（2015年12月21日、文化放送）
- 立川こしら・ユリコタイガーのクールジャパン対決!（2016年9月26日-、山形放送）[12]

### CM
- ローソン カスタードクリームシュー（2015年10月1日）
- SUGOI JAPAN（2015年12月）
- トヨタUグループ（長野トヨタ自動車）- 春・秋バージョン。

### 広告
- SUGOI JAPAN 新聞広告（読売新聞）
- COSPATIO セイバー ポスター
- 長野トヨタ自動車 新聞広告 春・秋バージョン。
- PINSA DE ROMA PRガール[13]。

### モデル
- COSPATIO キャラクターモデル
- The Los Angeles Fine Art Show出展4作品絵画モデル（ロサンゼルス）
- でじモデル 3Dプリントフィギュア（2014年5月20日）
- 第26回明日の白日会展（2015年8月19日-25日、日本橋髙島屋）- 今井喬裕の絵画モデル。

### インタビュー記事
- 「イタリア人美女コスプレイヤーがすぱじろうで和洋パスタ食べ比べ」（Yahoo!ライフマガジン）

### 大使等
- PINSA DE ROMA（2015年10月10日）- PR大使[13]。
- SUGOI JAPAN Award2016（2015年11月16日、読売新聞140周年記念事業）[14]

アンバサダー兼チーフ・エグゼクティブ・コスプレイヤー
- 鉄拳シリーズ（バンダイナムコエンターテインメント）
- 2019年6月、熊本市の観光大使に就任。

### イベント
2013年
- ワンダーフェスティバル2013夏（7月28日、幕張メッセ）- 衣装はすーぱーそに子「ナース」、（ニトロプラス）[15]
- コミックマーケット84（8月11日、東京国際展示場）- 衣装はすーぱーそに子 「スク水」（ニトロプラス）[16]
- コミックマーケット85（12月30日、東京国際展示場）- 衣装はすーぱーそに子（ニトロプラス）[17]

2014年
- モバイルNFCカンファレンス2014（3月11日、ラフォーレミュージアム六本木）[18]
- ミュータントタートルズ日本上陸 Celebration Party（3月30日、表参道ヒルズ）
- ロミックス アニメ・ゲームコンベンション（4月3日-6日、イタリアローマ）
- SAKAE RUNWAY 2014（4月13日、南大津通歩行者天国）
- 週刊プレイボーイ握手会（4月14日、近鉄パッセ星野書店）
- ニコニコ超会議3（4月27日、幕張メッセ）- 衣装は絢瀬絵里 「R もぎゅっと“love”で接近中!覚醒後」（ラブライブ!）[19]
- 山佐パチスロ鉄拳3rd プレス発表会（5月21日、TKPガーデンシティ品川）- 衣装はリリ（鉄拳タッグトーナメント2）[1]
- エトナコミックス2014（6月6・7日、イタリア）
- Japan Expo in Paris 2014（7月2-6日、フランス）
- 世界コスプレサミット アニダン meets WCS2014（8月3日、オアシス21）- MC。
- コミックマーケット86（8月15-17日、東京国際展示場）
- 東京ゲームショウ 2014（9月20日、幕張メッセ）- 衣装はリリ（鉄拳タッグトーナメント2）[20]
- アニソンディスコ～夢～LoveLive!特盛り（9月21日、新大久保ユニークラボラトリー）[21]。
- 池袋ハロウィンコスプレフェス2014（10月25日、池袋東口）- 江ノ島盾子（ダンガンロンパ 希望の学園と絶望の高校生）[22]
- ボーカロイドマスター（11月15日、池袋サンシャインシティ）
- ユー・グループ90周年フェスティバル（11月24日、ユー・グループ本社「プリズムビル」）[23]
- MAG Festa（11月30日、東京中野駅周辺）- 衣装は小鳥遊六花（中二病でも恋がしたい！）[24]
- 鉄拳20周年ファン感謝祭（12月7日、バンダイナムコ未来研究所）- 衣装はリリ（鉄拳タッグトーナメント2）[25]
- エルソード オンラインゲーム（12月24日、秋葉原）- 修羅役でPR[26]。
- コミックマーケット87（12月28-30日、東京国際展示場）

2015年
- 闘会議2015（1月31日、幕張メッセ）- 衣装はリリ（鉄拳タッグトーナメント2）[27]
- ワンダーフェスティバル2015冬（2月8日、幕張メッセ）- 衣装は高町なのは（魔法少女リリカルなのは）[28]
- キリングバイツ 第3巻発売記念イベント（3月7日、秋葉原）- 衣装は宇崎瞳（キリングバイツ）[29]
- AnimeJapan2015 SUGOI JAPAN（3月21・22日、東京国際展示場）
- TOKYO FREAKS（4月17日、渋谷RUBY ROOM）
- ニコニコ超会議2015（4月25・26日、幕張メッセ）- ザクセスヘブンのブース参加。衣装は私立翠嶺学園の制服（ブース名）[30][31]。
- ヨコハマカワイイパーク J-POP CULTURE FESTIVAL 2015（5月3日、山下公園）
- 第9回WEB&モバイルマーケティングEXPO春（5月13日、東京国際展示場）
- エトナコミックス2015 Liveステージ（5月30日-6月2日、イタリア）
- Wondercon Liveステージ（6月6・7日、イタリア/バーリ）
- ゆめ祭り2015（6月21日、幕張メッセ）
- ワンダーフェスティバル2015夏（7月26日、幕張メッセ）- 衣装は弥海砂（DEATH NOTE）[32]
- 食戟のソーマ（8月1日）- PRイベント。
- アニソンDJと踊ってみたの祭典『SOP Festa』（7月18日、渋谷CLUB CAMELOT）[33]
- コミックマーケット88（8月16日、東京国際展示場）- 衣装はボア・ハンコック（ONE PIECE）[34]
- 富山こすぷれフェスタ2015（9月5日・6日、富山市民プラザ）[35]
- ハイスクールD×D プレス発表会（9月8日、東京ミッドタウン2Fコナミホール）[36]
- 関ヶ原合戦軍議（9月13日、岐阜）
- THE KING OF IRON FIST TOURNEMENT 2015 TOKYO CHALLENGE「鉄拳7公式賞金制大会」（10月3日、東京国際展示場）[37]
- PINSA DE ROMA（10月10・11日）- 店頭PR・一日店長[13]。
- ニコニコ超パーティー2015（10月25日、さいたまスーパーアリーナ）[38]
- Lucca Comics & Games 2015（10月29日、イタリア）
- SUGOI JAPAN 2016 & HMVコラボPR（11月19日、渋谷MODI）[39]
- THE KING OF IRON FIST TOURNAMENT 2015 JAPAN ROUND「鉄拳7公式賞金制大会」（11月21日、ディファ有明）[40]
- アニソンディスコ～双頭之龍～回の巻（11月29日、渋谷WOMB）[41]
- コミックマーケット89（12月29・31日、東京国際展示場）- 衣装はエルサ（アナと雪の女王）琴吹紬（けいおん!）[42][43]

2016年
- ワンダーフェスティバル2016冬（2月7日、幕張メッセ）- 衣装はエスデス（アカメが斬る!）[44]
- コスプレ博 in TFT（6月26日）- 衣装はジュディ（ズートピア）[45]
- 第22回 acosta!（7月17日、池袋サンシャインシティ）- 衣装はティファ・ロックハート（ファイナルファンタジーVII）[46]
- コミックマーケット90（8月13日、東京国際展示場）- 衣装はアリシア（ARIA）[47]
- スーサイド・スクワッド ジャパンプレミア（8月25日、東京国際フォーラムホールA）- 衣装はハーレイ・クイン[48]。
- 東京ゲームショウ2016（9月15-18日）- 角川ゲームスブースの「GOD WARS 〜時をこえて〜」ステージに出演。衣装はアオメ[49]。
- 池袋ハロウィンコスプレフェス2016（10月29・30日、中池袋公園）- ニコニコ生放送でも中継していた。衣装はジュディ（ズートピア）ハーレイ・クイン（スーサイド・スクワッド）[50][51]
- アナログゲームワークショップ（11月10日、ニコニコ本社）- ニコニコ生放送でも中継していた。衣装はヒョウ耳セーラー服[52]。
- 第20回大洗あんこう祭（11月13日、大洗マリンタワー前芝生広場）- 衣装はアンチョビ（ガールズ&パンツァー）[53]
- 東京コミックコンベンション2016（12月2-4日、幕張メッセ）- droboブースに倉坂くるる、まゆふぁむ、桃色れく、ReoNaと出演。衣装はリカ（droboのイメージキャラクター）[54]
- コミックマーケット91（12月29-31日、東京国際展示場）- 衣装はアリサ・ボスコノビッチ（鉄拳7 FATED RETRIBUTION）スナイパー・ウルフ（メタルギアソリッド）セイバー メイドVer.（Fate/hollow ataraxia）[55][56]

2017年
- JAEPO×闘会議2017（2月11日、幕張メッセ）- 衣装はセーラー服[57]。
- 第13回日本橋ストリートフェスタ2017（3月19日、でんでんタウン）- 衣装はセイバー メイドVer.（Fate/hollow ataraxia）[58]
- AnimeJapan2017（3月26日、東京国際展示場）- 衣装はアンチョビ（ガールズ&パンツァー）[59]
- ニコニコ超会議2017（4月29・30日、幕張メッセ）- ネットマーブルブースに出演。衣装はエルフ（リネージュII:レボリューション）[60]
- コスプレ博 in TFT（5月28日）- 衣装はセーラーマーズ（美少女戦士セーラームーン）[61]
- コミックマーケット92（8月13日、東京国際展示場）- 衣装は蛇喰夢子（賭ケグルイ）[62]
- 池袋ハロウィンコスプレフェス2017（10月28日、サンシャイン広場）- ガチ撮影エリアPowered by キヤノンマーケティングジャパンに伊織もえ、宮本彩希と出演。衣装はエリザ（鉄拳7）[63]
- コミックマーケット93（12月30日）- 衣装は白雪姫[64]。

2018年
- 人気コスプレイヤー in 成田空港! SKYRIUM（2月20・21日、第2旅客ターミナルビル本館3階南側ウェイティングエリア）- 伊織もえ、火将ロシエル、くろねこ、宮本彩希と出演。衣装は白雪姫[65]。
- AnimeJapan 2018（3月24・25日、東京国際展示場）- NBCユニバーサル・エンターテイメントジャパンブースに出演。衣装はラーテル（キリングバイツ）[66]
- しまねカミングDayコンベンション2018 東京祈願祭（8月27日、神田明神祭務所地下ホール）- 月野もあ、宮本彩希と出演。衣装はアオメ（GOD WARS 〜時をこえて〜）[67]
- 東京コミコン2018（12月2日、幕張メッセ） - DC COSPLAYERS LEAGUE 2018に菊田真衣子、non、宮本彩希、桃月なしこ、夜道雪、レディビアードと出演。衣装はワンダーウーマン（DCコミックス）[68]
- コミックマーケット95（12月29日、東京国際展示場）- 衣装はヴァイオレット・エヴァーガーデン[69]。

2019年
- ソウルキャリバーVI発売前大会
- ソウルキャリバーVI発売記念体験会＆ミニイベント

### CD、音楽
- ユリユリ☆革命リリース（2014年12月10日、CD・DL）[70]
- 企業イメージソング（長野トヨタ自動車）

### 雑誌、インタビュー、web
- 週刊プレイボーイ 4/28号（2014年4月14日、集英社）- グラビア。
- クランクイン!（2014年10月12日、ハリウッドチャンネル）- インタビュー[4]。
- スポーツニッポン（2014年11月10日） - インタビュー[71]。
- ENSOKU（2014年11月22日・2015年1月29日・2月6日）- リポーター[72][73][74]。
- ダンガンロンパスペシャルファンブック（2015年4月11日、宝島社）
- Men's SPIDER 9月号（2015年7月24日、リイド社）- コスプレ掲載。
- ウォーカープラス（2015年9月7日、KADOKAWA）- リポーター[75]。
- コスプレチャンネル創刊号（2015年10月14日、シムサム・メディア）- 表紙、特集[76]。
  - 02号（2015年12月12日）- 表紙、付録カレンダー、特集。
- Windows100%（晋遊舎）- インタビュー。
- 週間ジョージア（KADOKAWA）- インタビュー[5]。
- Yahoo!ニュース コミックマーケット。
- 週刊女性 5/15号（2018年4月24日、主婦と生活社）- 日本で活躍するYouたち〜企画ページのインタビュー。

### 声優
ゲーム
- 車なごコレクション（2014年、アルファロメオ ジュリエッタ[77]、オートックワン）

[転載：Dream networks]